# Abel Salgado Peña
Abel Octavio Salgado Peña (4 de septiembre de 1971) es un político mexicano afiliado al PRI. A partir de 2013 se desempeñó como Diputado federal de la LXII Legislatura del Congreso de la Unión de México en representación de Jalisco.